# Polibino

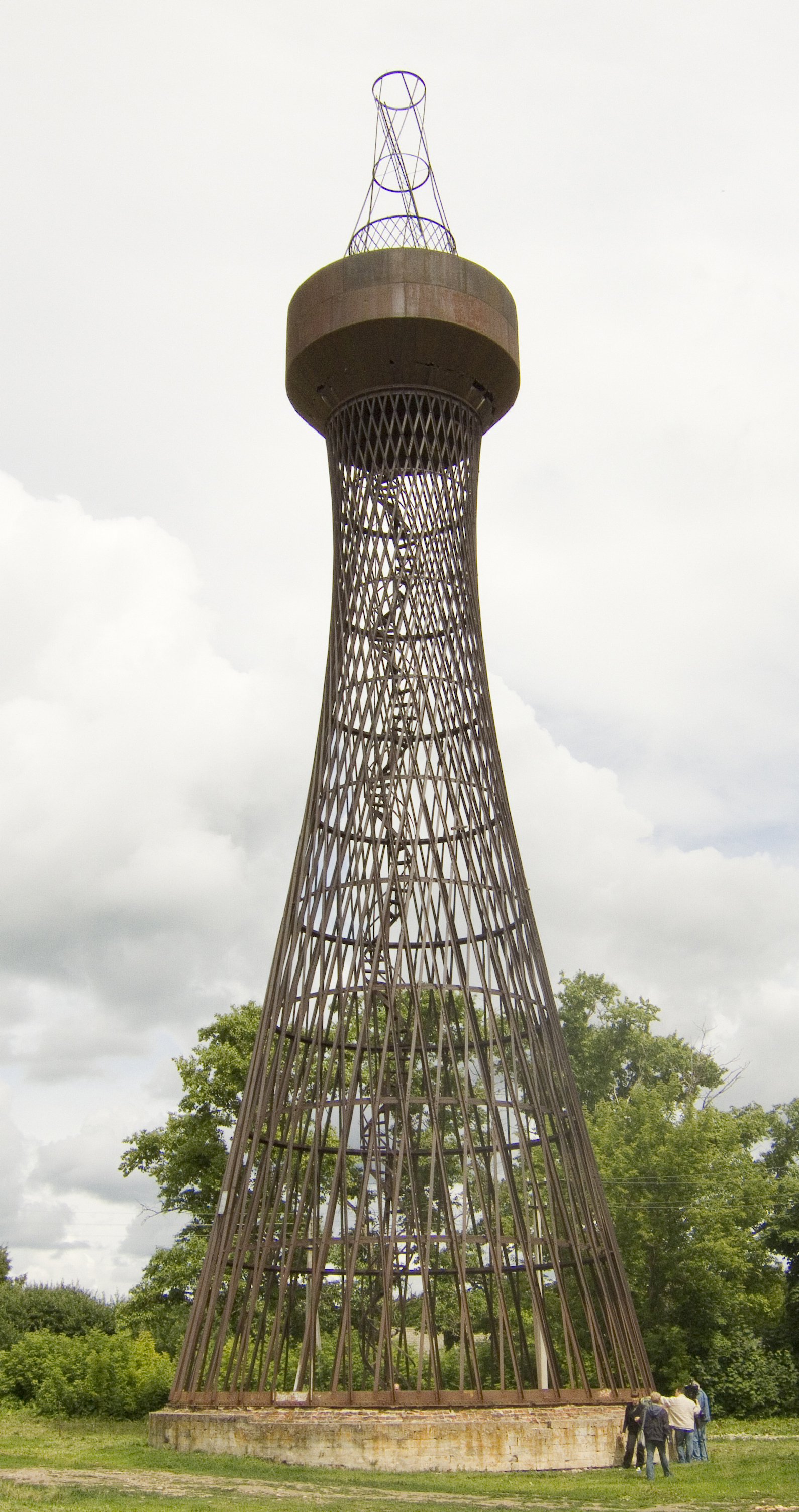
Structure hyperboloïde de Polibino par Vladimir Choukhov

Polibino (en russe : Полибино) est un village (selo) du raïon de Dankov, dans l'oblast de Lipetsk, en Russie.
On y trouve la première structure hyperboloïde du monde - une tour de treillage d'acier à claire-voie. La tour hyperboloïde a été construite et brevetée en 1896 par l'ingénieur et scientifique russe Vladimir Choukhov (structure hyperboloïde de Polibino).
Le village est également connu pour son château ayant appartenu à la famille Netchaïev, dont Stepan Netchaïev (1792-1860) fut un des propriétaires.

## Galerie

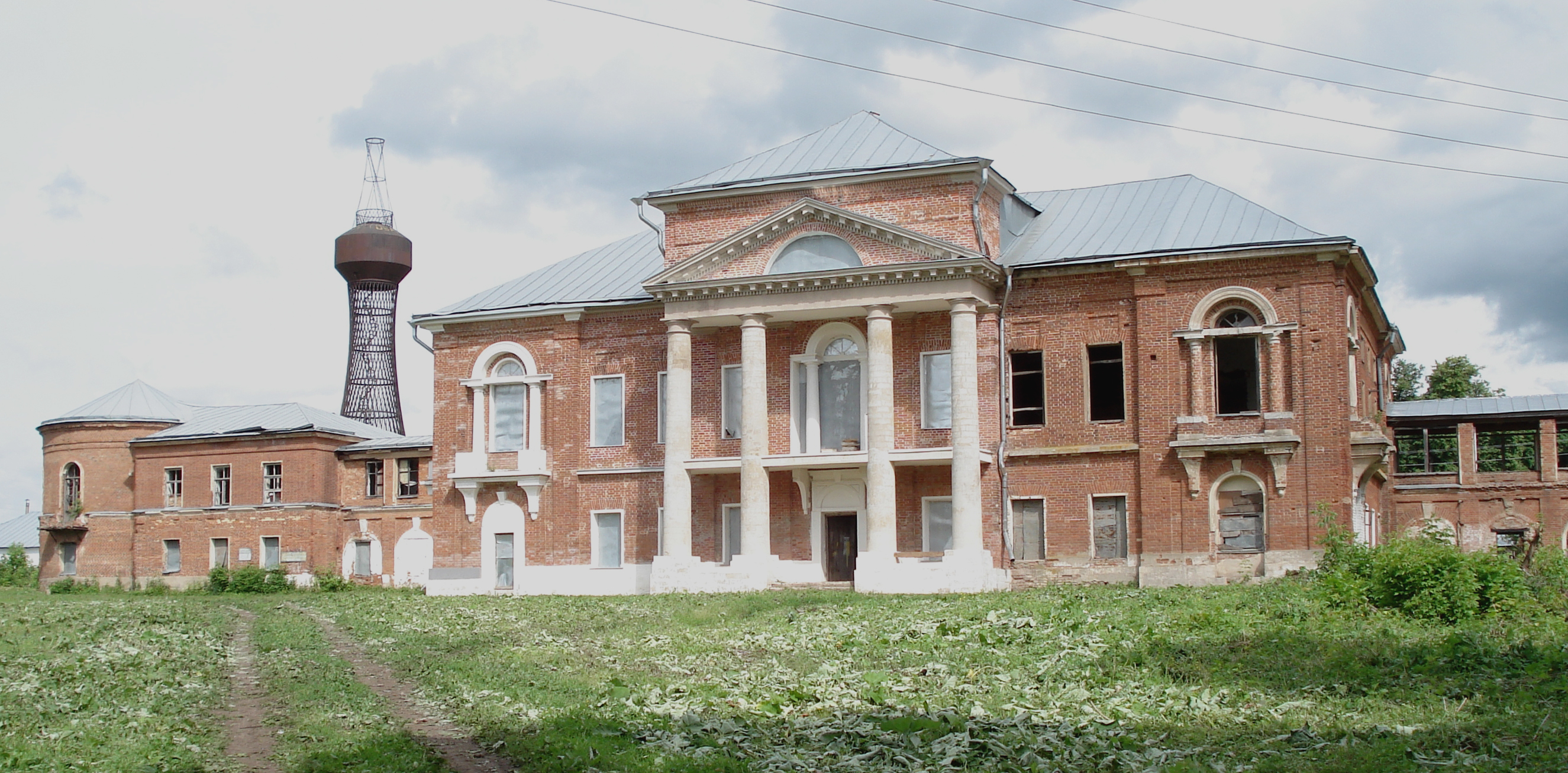
Le château des Netchaïev avec la tour Choukhov en arrière-plan
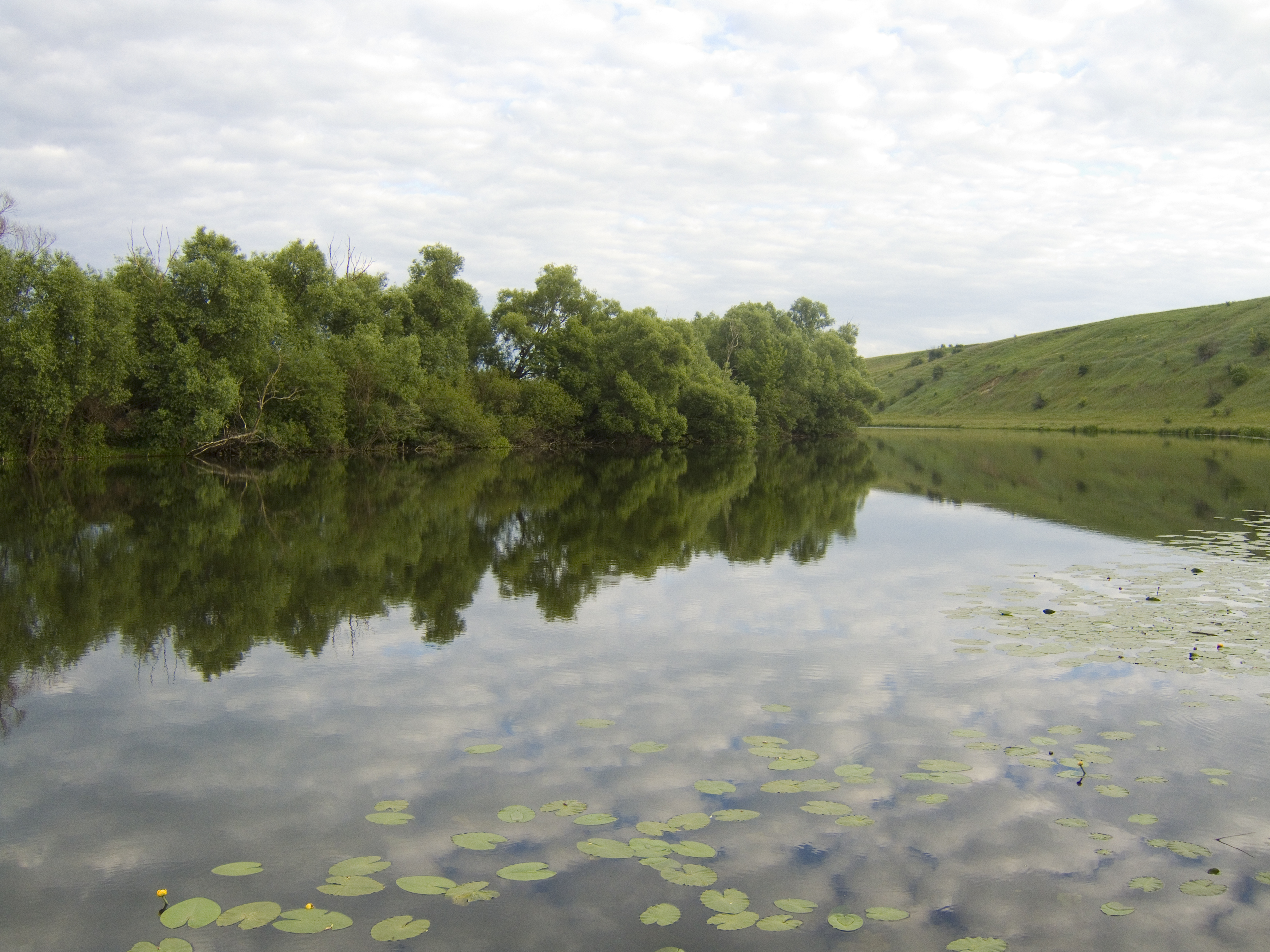
Vue de la rivière Don
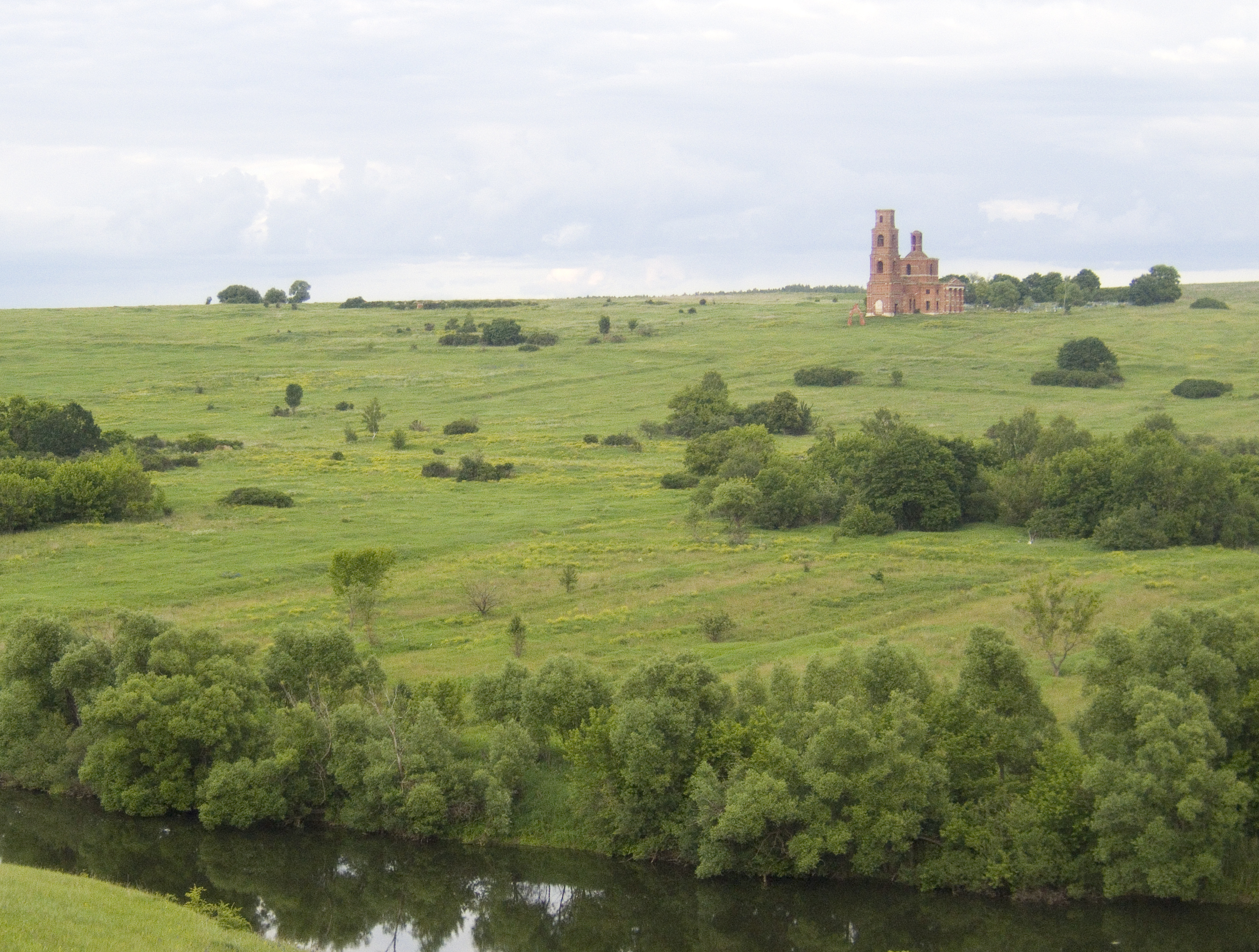
Les environs de Polibino et la rivière
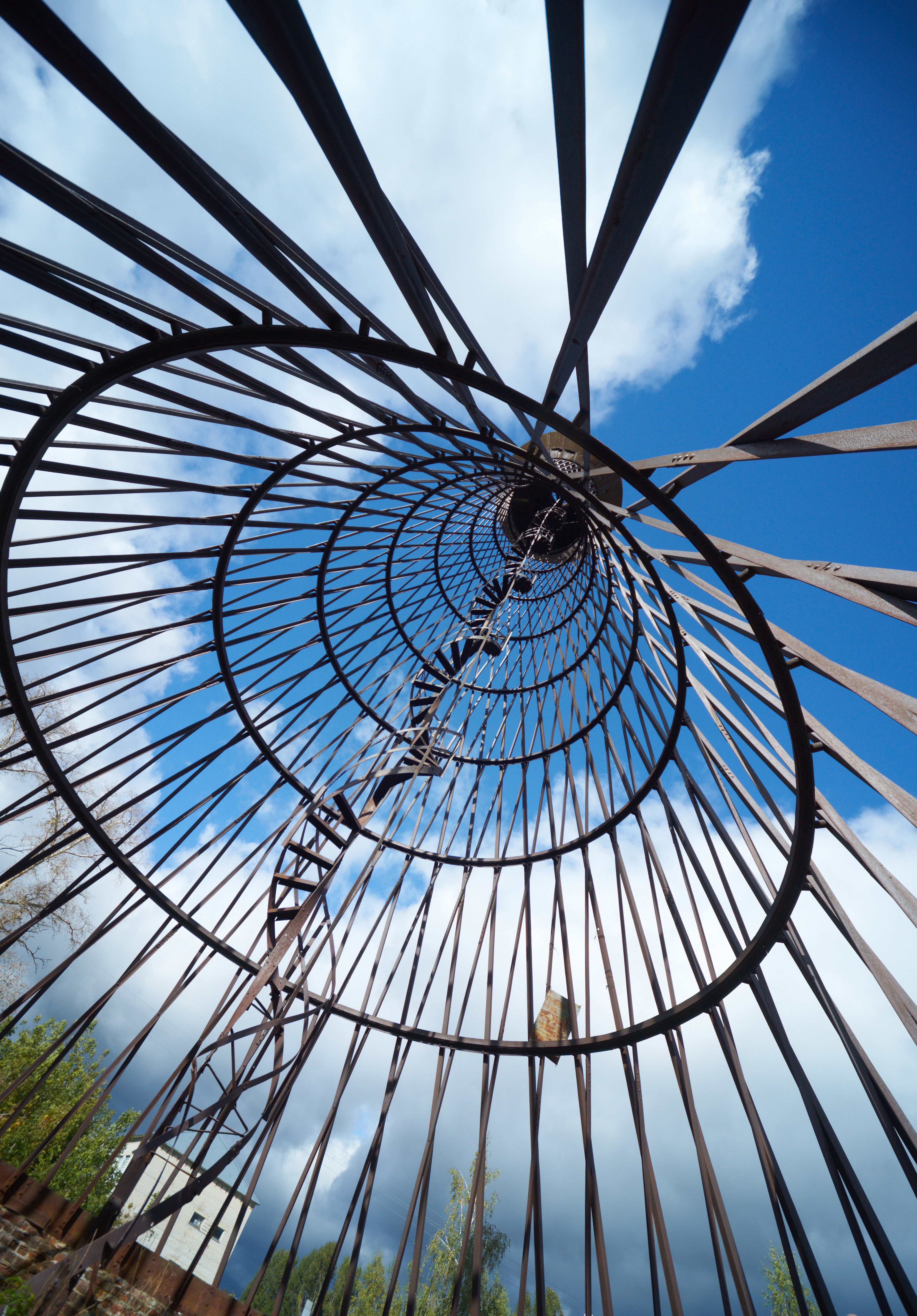
La structure hyperboloïde